# Лабрадор (півострів)
Лабрадор (англ. Labrador Peninsula; фр. Péninsule du Labrador) — півострів у східній Канаді. Займає канадські провінції Ньюфаундленд і Лабрадор та Квебек.
Розташований між Гудзоновою затокою та Атлантичним океаном. Клімат півострова помірний, з прохолодним літом і вологою «океанічною» зимою. Загалом клімат суворий, передовсім через значний вплив холодної Лабрадорської течії.
Площа півострова становить 1,4 млн км². Складений гранітами та гнейсами. Поверхня являє собою плоскогір'я висотою від 400 до 800 м. Величезна кількість озер та річок із порогами. На півночі та північному сході — тундра, на півдні хвойні ліси (сосна канадська). Населення займається хутряним господарством, рибальством, виловом моржів та тюленів, розведенням оленів.
Названий на честь Жуана Фернандіша Лаврадора, португальського мореплавця, який, як вважається, відкрив ці землі в 1498 році.